# Sparta/Feyenoord
HSV Sparta/Feyenoord was een honk- en softbalclub uit Rotterdam, Zuid-Holland, Nederland. Ze speelden hun thuiswedstrijden op het "sportpark Beverwaard" in de gelijknamige wijk.
Sparta/Feyenoord ontstond als een fusie tussen de honk- en softbalclubs Sparta en Feyenoord, oorspronkelijk de honkbalafdelingen van de verenigingen R.V. & A.V. Sparta en Feyenoord. De honkbalafdeling Sparta ontstond per 11 mei 1942, die van Feyenoord in 1954. De fusie kwam tot stand in 1998.
In oktober 2012 was de club door financiële problemen genoodzaakt zichzelf op te heffen.

## Hoofdklasse
Sparta kwam in drie perioden 38 seizoenen in de Honkbal hoofdklasse uit, het hoogste honkbalniveau dat door de KNBSB wordt georganiseerd. De eerste periode, van 1955-1979, omvatte 25 seizoenen. De tweede periode van elf seizoenen was van 1982-1992. De derde periode was de twee seizoenen voor de fusie, 1996-1997. Hierna speelde Sparta/Feyenoord tot het einde van de club vijftien seizoenen onafgebroken in de Hoofdklasse (1998-2012).
Feyenoord speelde zelfstandig twee perioden in de Hoofdklasse. De eerste periode van zeven seizoenen was van 1969-1975. De tweede periode duurde een jaar, dit was in 1980.

### Titels
Sparta werd negen keer landskampioen (1963, 1964, 1966, 1967, 1969, 1971, 1972, 1973, 1974). De titels in 1972 en 1973 werden in de Holland Series behaald. Feyenoord en Sparta/Feyenoord hebben geen landstitels behaald.

## Europees clubhonkbal
Sparta bereikte in het Europees clubhonkbal driemaal de finale van de Europa cup (voor landskampioenen) die alle drie werden verloren. In 1965 en 1973 verloren ze respectievelijk van de Italiaanse clubs Nettuno BC en Fortitudo Bologna en in 1975 van Haarlem Nicols.

## Hudson John-toernooi
Sparta/Feyenoord organiseerde jaarlijks het naar de honkballegende Hudson John vernoemde honkbaltoernooi. Hudson John was een belangrijke schakel in het behalen van de negen landskampioenschappen met Sparta.